# Zsuzsanna Krajnyák
Zsuzsanna Krajnyák es una medallista paralímpica en esgrima en silla de ruedas húngara. Sus primeras medallas paralímpicas llegaron en los Juegos Paralímpicos de verano 2000, donde ganó dos de bronce. Otras competiciones de esgrima en las que resultó ganadora fue en el Campeonato Europeo y Mundial. Fue nominada para el Premio Laureus al Deportista del Año con Discapacidad en 2006. 

## Biografía
Krajnyák nació el 23 de diciembre de 1978.

## Carrera
Compitió por primera vez en los Juegos Paralímpicos de Verano 2000, donde ganó una medalla de bronce en los eventos de florete y espada. Obtuvo bronce en el evento de espada en los Juegos Paralímpicos de Verano de 2004 y también ganó una medalla de plata en el equipo de florete y espada femenino. Tras no ganar medallas en los Juegos Paralímpicos de Verano de 2008, consiguió las medallas de plata en los eventos de espada individuales y de equipo en los Juegos Paralímpicos de Verano de 2012. Sus preseas paralímpicas más recientes fueron una medalla de plata en la competencia de florete por equipos, bronce en espada de equipo y competencias de florete individuales en los Juegos Paralímpicos de Verano 2016.
También ha ganado medallas en esgrima en silla de ruedas en los Campeonatos Europeos y mundiales de la Federación Internacional de Deportes de Silla de Ruedas y Amputados. En el Campeonato de Europa, ganó cuatro medallas de oro en 2011 y oro en florete femenino en 2014. En el Campeonato Mundial, ganó dos medallas de bronce en los eventos de florete y florete en equipo femenino en 2013 y una de plata en florete femenino en 2015. Igualmente consiguió la medalla de oro en el Campeonato Mundial 2017 en espada categoría femenina.

## Premios y distinciones
En 2006, fue nominada para el Premio Laureus al Deportista del Año con Discapacidad. En 2016, fue nombrada Deportista Discapacitada del Año por la Asociación Húngara de Periodistas Deportivos.